# Andrea Bonomo
Andrea Bonomo (Gallarate, 11 dicembre 1978) è un cantante e compositore italiano

## Biografia
Siciliano di origine, nasce a Gallarate, in Lombardia. Inizia la sua carriera come cantante per poi dedicarsi anche all'attività di autore.
Partecipa al Festival di Sanremo 2008, condotto da Pippo Baudo, nella sezione Giovani con il brano Anna scritto insieme a Luca Chiaravalli. Nello stesso anno pubblica il suo primo disco solista dal titolo 11-12.
Scrive musiche e testi per numerosi artisti italiani come Eros Ramazzotti, Nek, Emma Marrone, Annalisa, Paola Turci, Lorenzo Fragola, Giuliano Palma, Le Vibrazioni, Alessandra Amoroso, Dargen D'Amico. È inoltre autore di alcuni brani inediti assegnati a concorrenti finalisti di X Factor e The Voice of Italy.
Nel 2025 è la voce di Tutta L'Italia, canzone il cui jingle è stato quello ufficiale della 75ª edizione del Festival di Sanremo. Il brano ha successivamente partecipato all'edizione inagurale del San Marino Song Contest, l'evento atto a selezionare il partecipante del Titano all'Eurovision Song Contest 2025. Alla finale dell'evento Tutta l'Italia è risultato quello col maggior numero di voti ricevuti dalla giuria d'esperti, venendo così incoronato brano vincitore e rappresentante di San Marino sul palco eurovisivo a Basilea, in Svizzera..

## Vita privata
È sposato con Giada. Nel 2010 la coppia ha avuto una figlia, Nilde.

## Discografia

### Album
- 2008 - 11-12 (EMI)

### Singoli
- 2008 - Anna (EMI) - (Festival di Sanremo 2008)

## Autore e compositore per altri cantanti
Comprende anche brani co-scritti e/o co-composti da Bonomo.
| Anno | Titolo                      | Interprete                        | Album                             |
| ---- | --------------------------- | --------------------------------- | --------------------------------- |
| 2008 | Se ne dicon di parole       | Giuliano Palma                    | Boogaloo                          |
| 2009 | Segreto                     | Alessandra Amoroso                | Senza nuvole                      |
| 2009 | Impossibile                 | Matteo Becucci                    | X Factor                          |
| 2009 | Nuvole rosa                 | Giuliano Palma                    | Combo                             |
| 2009 | Io sono te                  | Eros Ramazzotti                   | Noi                               |
| 2012 | Sotto lo stesso cielo       | Eros Ramazzotti                   | Noi                               |
| 2012 | Infinitamente               | Eros Ramazzotti                   | Noi                               |
| 2012 | Testa o cuore               | Eros Ramazzotti                   | Noi                               |
| 2012 | Solamente uno               | Eros Ramazzotti                   | Noi                               |
| 2012 | Scusa l'inferno             | Irene Fornaciari                  | Grande mistero                    |
| 2012 | Niente di importante        | Irene Fornaciari                  | Grande mistero                    |
| 2012 | Come le vie a New York      | Two Fingerz                       | Mouse Music                       |
| 2012 | Trasparente                 | Valerio Scanu                     | Così diverso                      |
| 2012 | Sono io                     | Ada Reina                         |                                   |
| 2012 | Andare via                  | Ada Reina                         |                                   |
| 2013 | Come ieri                   | Giuliano Palma feat. Marracash    | Singolo                           |
| 2013 | A fuoco                     | Timoty Cavicchini                 | The Voice of Italy                |
| 2013 | Il mondo è qui              | We are President                  | Singolo                           |
| 2013 | Invisibili                  | Ape Escape                        | X Factor                          |
| 2014 | Dentro                      | Ada Reina                         | Boom! di Stylophonic              |
| 2014 | Invisibili                  | Ape Escape                        | X Factor                          |
| 2014 | Io scelgo te                | Alessandro Casillo                | #Ale                              |
| 2014 | Ci credo ancora             | Alessandro Casillo                | #Ale                              |
| 2014 | Niente da perdere           | Alessandro Casillo                | #Ale                              |
| 2014 | L'amore secondo Sara        | Alessandro Casillo                | #Ale                              |
| 2014 | Tutto il mondo parla di noi | Alessandro Casillo                | #Ale                              |
| 2014 | Quello che conta            | Alessandro Casillo                | #Ale                              |
| 2014 | Qualcuno sentirà            | Alessandro Casillo                | #Ale                              |
| 2014 | Due come tutti              | Greta Manuzi                      | Ad ogni costo                     |
| 2014 | Giusto                      | Greta Manuzi                      | Ad ogni costo                     |
| 2014 | Tutto                       | Greta Manuzi                      | Ad ogni costo                     |
| 2014 | Ti salvero da me            | Greta Manuzi                      | Ad ogni costo                     |
| 2014 | Meglio lei                  | Greta Manuzi                      | Ad ogni costo                     |
| 2014 | Amiamoci a metà             | Greta Manuzi                      | Ad ogni costo                     |
| 2014 | Le nostre mani              | Greta Manuzi                      | Ad ogni costo                     |
| 2014 | Sabato notte                | Two Fingerz                       | Two Fingerz V                     |
| 2014 | 1+1 FA 3                    | Two Fingerz                       | Two Fingerz V                     |
| 2014 | Guerra                      | Two Fingerz                       | Two Fingerz V                     |
| 2014 | A cuore aperto              | Caponord                          |                                   |
| 2014 | Una colpa                   | Giuliano Palma                    | Old Boy                           |
| 2014 | Perfetti sbagliati          | Giuliano Palma                    | Old Boy                           |
| 2014 | Il cielo e noi              | Giuliano Palma                    | Old Boy                           |
| 2014 | Da capo                     | Giuliano Palma                    | Old Boy                           |
| 2014 | L'estate arriverà           | Giuliano Palma                    | Old Boy                           |
| 2014 | Un pianoforte tra le nuvole | Giuliano Palma                    | Old Boy                           |
| 2014 | Nel centro del caos         | Verdiana Zangaro                  | Nel centro del caos               |
| 2014 | Non mi aspettare            | Verdiana Zangaro                  | Nel centro del caos               |
| 2015 | Da sempre                   | Lorenzo Fragola                   | 1995                              |
| 2015 | Matriosca                   | Two Fingerz feat. Lorenzo Fragola | La tecnica Bukowski               |
| 2015 | Crash test                  | Two Fingerz                       | La tecnica Bukowski               |
| 2015 | Prima di parlare            | Nek                               | Prima di parlare                  |
| 2015 | Credere amare resistere     | Nek                               | Prima di parlare                  |
| 2015 | Fatti avanti amore          | Nek                               | Prima di parlare                  |
| 2015 | Nati insieme                | Nek                               | Prima di parlare                  |
| 2015 | Quello che non sai          | Nek                               | Prima di parlare                  |
| 2015 | Io ricomincerei             | Nek                               | Prima di parlare                  |
| 2015 | Con le mani chiuse          | Nek                               | Prima di parlare                  |
| 2015 | Invisibile                  | Nek                               | Prima di parlare                  |
| 2015 | Sono arrivato qui           | Nek                               | Prima di parlare                  |
| 2016 | Sono ancora io              | Deborah Iurato                    | Sono ancora io                    |
| 2016 | Leggerissima                | Annalisa                          | Se avessi un cuore                |
| 2016 | Noi siamo un'isola          | Annalisa                          | Se avessi un cuore                |
| 2016 | Inatteso                    | Annalisa                          | Se avessi un cuore                |
| 2016 | Unici                       | Nek                               | Unici                             |
| 2016 | Freud                       | Nek feat. J-Ax                    | Unici                             |
| 2016 | Uno di questi giorni        | Nek                               | Unici                             |
| 2016 | Mia                         | Nek                               | Unici                             |
| 2016 | Il giardino dell'Eden       | Nek                               | Unici                             |
| 2016 | La mia terra                | Nek                               | Unici                             |
| 2016 | Futuro 2.0                  | Nek                               | Unici                             |
| 2017 | La fine del viaggio         | Marco Carta                       | Tieniti forte                     |
| 2017 | Comunque vada               | Marco Carta                       | Tieniti forte                     |
| 2017 | Off-line                    | Paola Turci                       | Il secondo cuore - Deluxe Edition |
| 2017 | Per salvarti basta un amico | Roby Facchinetti e Riccardo Fogli | Insieme                           |
| 2018 | Così sbagliato              | Le Vibrazioni                     | V                                 |
| 2018 | Voglio                      | Marco Mengoni                     | Atlantico                         |
| 2020 | Sincero                     | Bugo con Morgan                   | Cristian Bugatti                  |
| 2020 | Mi manca                    | Bugo feat. Ermal Meta             | Cristian Bugatti                  |
| 2020 | Quando impazzirò            | Bugo                              | Cristian Bugatti                  |
| 2021 | E invece sì                 | Bugo                              | Bugatti Cristian                  |
| 2022 | Dove si balla               | Dargen D'Amico                    | Nei sogni nessuno è monogamo      |
| 2022 | Onde                        | Margherita Vicario                | /                                 |
| 2022 | Una ragazza                 | Malika Ayane                      | /                                 |
| 2023 | Canzone d'estate            | Levante                           | Opera futura                      |
| 2023 | Magia                       | Margherita Vicario                | /Pazza (singolo)                  |